# Mangue
El mangue és una llengua otomanga estretament emparentada amb el chiapaneca i el chorotega. Aquesta llengua es va extingir al segle xix, l'última llista de vocabulari es va recollir en 1874. Una de les principals fonts d'informació és un vocabulari publicat per Daniel Garrison Brinton (1885), amb gairebé 200 paraules, que resumeix part de l'escassa evidència obtinguda sobre la llengua abans de la seva extinció.
El terme "mangue" és l'adaptació de l'autònim mánekeme que sembla relacionat amb el chiapaneca mángueme ('nostres').

## Aspectes històrics, socials i culturals
Les primeres referències als mangue o chorotega, quan el capità espanyol González Dávila va arribar al golf de Nicoya en 1523 i va contactar amb diversos grups indígenes autòctons entre ells els mangues dirigits pel cap Nicoya, els maribio i els nicaraos. El terme chorotega per aplicar-se una mica laxament a diverses ètnies, sembla que els nicaraos haurien parlat no el mangue sinó alguna forma de nàhuatl. Sembla que els nicaraos haurien emigrat al segle xiv a l'àrea entre el llac Nicaragua i el pacífic dividint en dos el territori dels chorotega-mangue. S'estima que el nombre de nadius rondaria entorn de 6.000.
Més tard l'autor García de Palacio (1576) esmenta als mangues. I un segle més tard una colònia de mangues, formada per centenars de persones, va ser trobada per Juan Vázquez de Coronado prop de l'extrem oriental de Costa Rica, a la província de Pacaca. Pel que sembla els mangues de la costa del pacífic freqüentment treballaven cap al nord amb el propòsit de comerciar i obtenir sal.

## Descripció gramatical
Fins a cert punt el mangue i el chorotega podrien ser considarades la mateixa llengua, ja que existeixen poques diferències lèxiques que podria ser variants regionals. Encara que l'evidència existent no permet destriar fins a on arriben les seves similituds i divergències, atès que només es conserven llistes de vocabulari però no existeixen descripcions detallades de la gramàtica. La proximitat de la comparació lèxica permet fer-se una idea aproximada.

### Comparació lèxica
La següent llista mostra una breu relació de formes lèxiques en chorotega i mangue que permeten reconèixer la proximitat entre ambdues llengües: 
| GLOSA    | Mangue  | Chorotega |
| -------- | ------- | --------- |
| 'un'     | tike    | teka      |
| 'dos'    | ha      | hausmi    |
| 'tres'   | hajmi   | hamij     |
| 'quatre' | hahome  | hahami    |
| 'cinc'   | hagujmi | haunsmij  |
| 'home'   | nyugo   | ntihpu    |
| 'dona'   | noji    | naji      |
| 'gos'    | nyumbi' | nambi     |
| 'sol'    | nomo    | numu      |
| 'lluna'  | yu      | yu        |
| 'aigua'  | nimbu   | nimbu     |